# Covent Garden (métro de Londres)
Pour les articles homonymes, voir Covent Garden (homonymie).
Covent Garden est une station de la Piccadilly line du métro de Londres, en zone 1. Elle est située à Westminster, dans le quartier Covent Garden.
Elle est inscrite Monument classé au Royaume-Uni.

## À proximité
- Covent Garden
- Musée du transport de Londres